# Estudio informativo

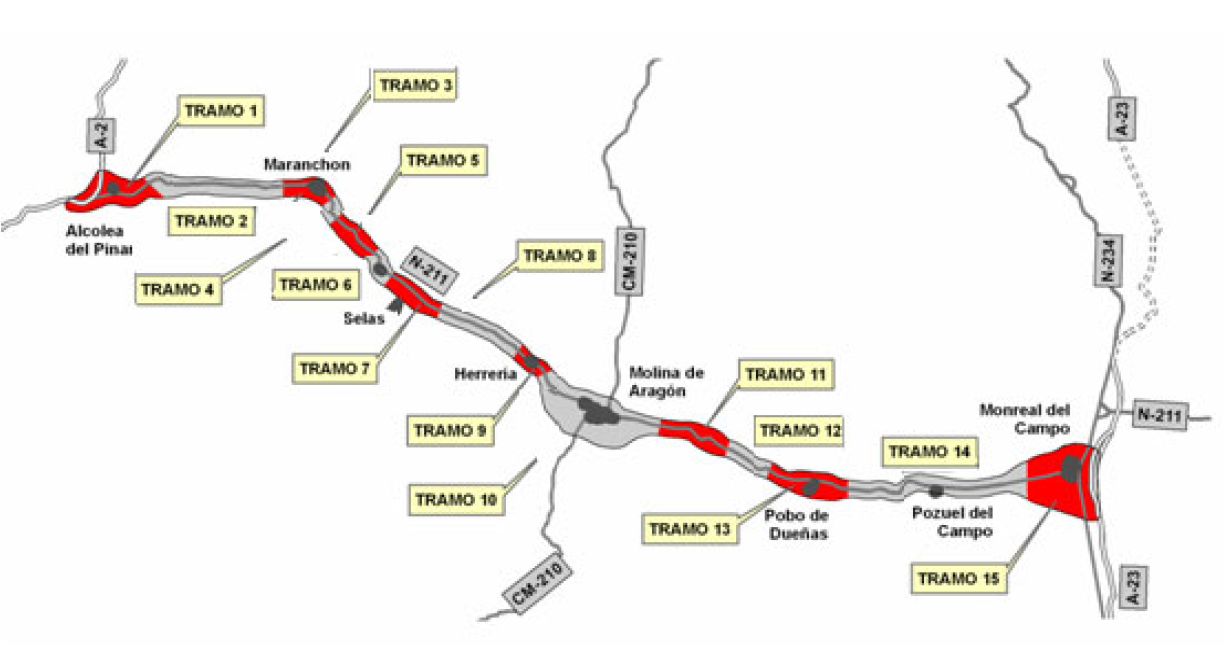
Ejemplo de proposición de un trazado en un estudio informativo.

Un estudio informativo es un informe que se realiza para tantear la posibilidad de construir una infraestructura. Es el primer informe que se realiza en todo el procedimiento de desarrollo de una infraestructura, y en ciertas ocasiones es de elaboración obligatoria.

## Descripción
Cuando se planea la construcción de una infraestructura de cierta envergadura el primer paso en firme es el encargo del estudio informativo. Se realiza por un equipo multidisciplinario, que puede pertenecer a la administración pública o a una empresa delegada.
La finalidad de este estudio es mostrar cómo sería la infraestructura propuesta, proponer varias alternativas acerca de la infraestructura, evaluar las ventajas e inconvenientes de cada una de las alternativas y finalmente aconsejar acerca de cuál de las diferentes alternativas es la mejor. Además, se realiza una estimación de costes y plazos, en ocasiones de todas las alternativas y otras veces sólo de la mejor propuesta. En el caso de obras de gran tamaño se incluye una división en tramos que en fases posteriores se desarrollarán de una manera independiente. En el estudio informativo pueden añadirse el estudio de viabilidad y la Declaración de Impacto Ambiental, aunque también pueden realizarse por separado.
Una vez que un estudio informativo se encuentra aprobado el siguiente paso es llevarlo a exposición pública, plazo en el cual cualquier ciudadano puede consultar el estudio y presentar sus alegaciones. Tras la exposición pública, y si todo resulta aprobado, se puede pasar a la fase de redacción de proyecto.